# Teodoro Juan Schestakow
El Dr. Teodoro Juan Schestakow (Kazán, 3 de marzo de 1867 - San Rafael, 29 de mayo de 1958) fue un médico ruso afincado en la Argentina. Es considerado uno de los médicos más importantes en la historia de la provincia de Mendoza (Argentina), habiendo sido reconocido por los habitantes de San Rafael como Sanrafaelino del Siglo XX y es conocido como Médico del Pueblo. Un importante hospital de dicha ciudad lleva su nombre en honor a su obra.

## Reseña biográfica
Teodoro Juan Schestakow nació en Kazán, en aquel entonces bajo dominio imperial ruso, el día 3 de marzo de 1867, aunque algunas fuentes sitúan el lugar de nacimiento en la ciudad de Biyzk. En esta ciudad obtuvo su título de Médico que luego revalidaría en Francia en la Universidad de la Sorbona. 
Antes de radicarse definitivamente en San Rafael ejerció la Medicina en Bulgaria, Constantinopla (actual Estambul) y Tesalónica.
En 1896 llegó a la Colonia Francesa del departamento de San Rafael invitado por Rodolfo Iselín, principal hacendado de la colonia. instaló un pequeño botiquín en el Hotel Unión donde le fue cedida una habitación contigua que utilizaría para atender a sus primeros pacientes.
Meses después y debido a que la popularidad del doctor especializado en cirugía había crecido rápidamente entre los habitantes de la zona, especialmente entre los del ámbito rural, y el número de consultas se había multiplicado considerablemente, se hace latente la necesidad de levantar un consultorio, lo cual se lleva a cabo en un terreno propiedad de Iselín. Este primer consultorio de San Rafael contaba con una pequeña salita de internación.
Vivió y se desempeñó en San Rafael durante 62 años, hasta el día 29 de mayo de 1958 en qué falleció. Su entierro fue el mayor acto multitudinario en honor a una persona del que se tenga recuerdo en esa ciudad del sur mendocino. Actualmente sus restos se encuentran enterrados en el cementerio central de la ciudad, en una tumba de tierra según sus deseos, con una placa con la leyenda: "Aquí yace el Dr. Schestakow. Trabajó toda su vida. Descansa en paz".

## Su obra como médico
Se desempeñó como boticario, al tiempo de médico, ya que en la época no llegaban medicamentos a la región. Informó a los pobladores de la importancia de mejorar los hábitos de aseo e higiene, así como de hervir el agua y las verduras para prevenir enfermedades. Luchó contra diferentes epidemias que se produjeron en el sur de la provincia como la difteria, la fiebre tifoidea y el cólera.
Participó en diferentes colectas como la que se hizo para construir el primer hospital público de la región o para reunir fondos para comprar vacunas. Cabe destacar que en una de estas colectas, vende un carro de paseo de su propiedad para conseguir vacunas contra la viruela.
El Doctor Schestakow se hizo popular entre la gente por su incansable labor que desempeñó con total honestidad y vocación. Recorrió todo el departamento a caballo, atravesando incluso el Río Diamante para llegar a cada persona que necesite de sus servicios. Cualquier persona que acudía a su consultorio era atendida debidamente sin importar su condición social y económica. Trabajaba por vocación, sin ningún ánimo de lucro personal.